# Tao Geoghegan Hart
Tao Geoghegan Hart ( [ˈteɪoʊ ˌgeɪgən ˈhɑːrt]; 30. března 1995) je britský profesionální silniční a dráhový cyklista jezdící za UCI WorldTeam Lidl–Trek. Stal se vítězem Gira d'Italia 2020 poté, co růžový dres získal v poslední etapě, individuální časovce.

## Kariéra

### Začátky
Geoghegan Hart se naučit jezdit na kole, když mu bylo 5 let, a jeho prvním bicyklem bylo BMX kolo. Dle svých vlastních slov si vzpomíná na to, jak byl ohromen prologem Tour de France 2007 v Londýně, kterého se účastnil jako divák.
Geoghegan Hart začal závodit na národní úrovni v roce 2010 jako člen týmu Cycling Club Hackney. V roce 2011 se připojil k britskému rozvojovému programu pro závodníky mladších 16 let a následně k olympijskému rozvojovému programu pro závodníky mladších 18 let. Také závodil na mezinárodní úrovni, kde v roce 2013 získal třetí místo na Paříž–Roubaix Juniors. V tom samém roce také získal dresy pro vítěze celkového pořadí, bodovací i vrchařské soutěže na etapovém závodu Giro della Lunigiana.

### Bissell Development Team (2014–2016)
V říjnu 2013 bylo oznámeno, že Geoghegan Hart podepsal kontrakt s UCI Continental týmem Bissell Development Team pro sezónu 2014.
V sezóně 2014 získal Geoghegan Hart třetí místo na závodu Lutych–Bastogne–Lutych Espoirs a poprvé v kariéře se zúčastnil Tour of California, závodu na úrovni 2.HC. V září se pak s britským národním týmem zúčastnil Tour of Britain, kterou dokončil na patnáctém místě v celkovém pořadí.

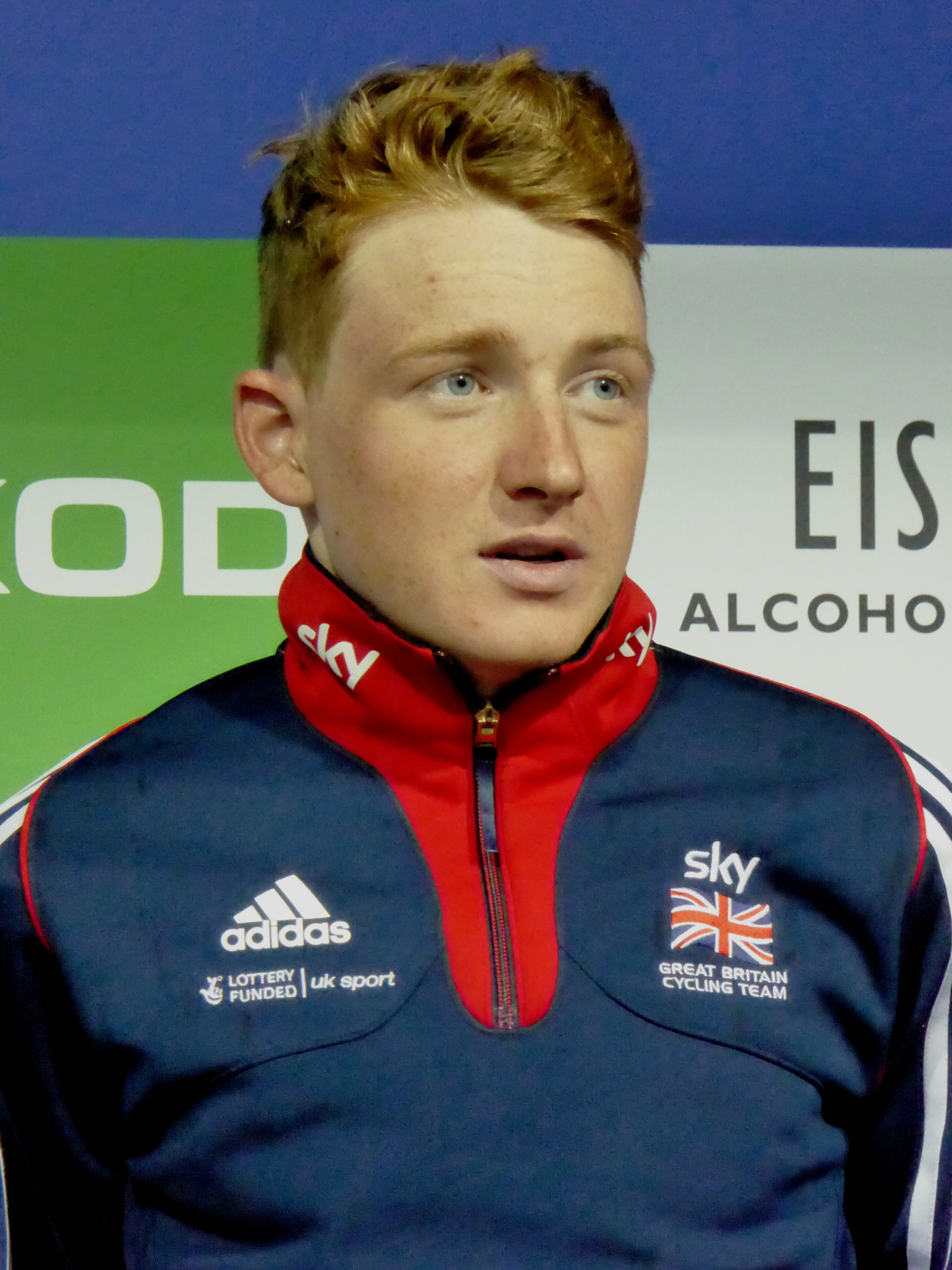
Geoghegan Hart v roce 2016

V roce 2015 získal Geoghegan Hart další třetí místo na závodu Lutych–Bastogne–Lutych Espoirs, osmé místo celkově na Tour of the Gila, třinácté místo celkově na Tour of California a sedmé místo celkově na USA Pro Cycling Challenge, kde také vyhrál soutěž mladých jezdců. V druhé polovině roku 2015 působil Geoghegan Hart jako stážista v Teamu Sky, ale nakonec se rozhodl zůstat v kategorii do 23 let i v sezóně 2016.

### Team Sky (2017–2023)
V srpnu 2016 bylo oznámeno, že Geoghegan Hart podepsal kontrakt s UCI WorldTeamem Team Sky pro sezónu 2017.
18. října 2020 získal Geoghegan Hart svou první etapu na Grand Tours, když vyhrál patnáctou etapu Gira d'Italia 2020 s cílem na alpském vrcholu Piancavallo. Ve stopách předchozích vítězů, kterými byli např. Marco Pantani či Mikel Landa, Geoghegan Hart odjel z pelotonu s dvojicí jezdců Teamu Sunweb, jimiž byli Jai Hindley a Wilco Kelderman, a oba je v cílové rovině přesprintoval. Tento výsledek ho posunul na průběžné čtvrté místo v celkovém pořadí před druhým dnem odpočinku. 24. října pak Geoghegan Hart vyhrál dvacátou, předposlední etapu závodu v cílovém sprintu proti Hindleymu. V celkovém pořadí se po dojezdu etapy dostal na průběžné druhé místo se stejným časem jako lídr závodu, jímž byl Hindley. V poslední etapě, individuální časovce s dojezdem do Milánu, získal Geoghegan Hart třinácté místo a 39 sekund na Hindleyho, díky čemuž se posunul do čela celkového pořadí. Stal se tak celkovým vítězem závodu a prvním, jenž růžový dres v průběhu samotného závodu nenosil ani jeden den.

### Lidl–Trek (2024–)
V srpnu 2023 bylo oznámeno, že Geoghegan Hart podepsal tříletý kontrakt s UCI WorldTeamem Lidl–Trek od sezóny 2024.

## Osobní život
Geoghegan Hart je aktuálně ve vztahu s Lotte Wubben-Moy, anglickou fotbalistkou za klub Arsenal WFC, jež podobně jako Geoghegan Hart vyrostla ve východním Londýně a navštěvovala Stoke Newington School.

## Hlavní výsledky
2013
Giro della Lunigiana
 celkový vítěz
 vítěz bodovací soutěže
 vítěz vrchařské soutěže
vítěz 1. etapy
Tour of Istria
 celkový vítěz
vítěz 2. etapy
3. místo Paříž–Roubaix Juniors
Národní šampionát
3. místo silniční závod juniorů
Course de la Paix Juniors
5. místo celkově
2014
3. místo Lutych–Bastogne–Lutych Espoirs
Tour de l'Avenir
10. místo celkově
2015
Národní šampionát
3. místo časovka do 23 let
3. místo Lutych–Bastogne–Lutych Espoirs
6. místo Trofeo Piva
USA Pro Cycling Challenge
7. místo celkově
 vítěz soutěže mladých jezdců
Tour of the Gila
8. místo celkově
9. místo Beaumont Trophy
2016
Národní šampionát
 vítěz silničního závodu do 23 let
2. místo časovka do 23 let
vítěz Trofeo Piva
Tour de Savoie Mont-Blanc
2. místo celkově
vítěz 5. etapy
Course de la Paix Under-23
2. místo celkově
Tour of the Gila
6. místo celkově
 vítěz soutěže mladých jezdců
Tour de l'Avenir
6. místo celkově
Volta ao Alentejo
6. místo celkově
7. místo Gran Premio Palio del Recioto
8. místo Giro del Belvedere
Mistrovství Evropy
9. místo časovka do 23 let
10. místo Ruota d'Oro
2017
Národní šampionát
2. místo silniční závod do 23 let
4. místo časovka
4. místo Trofeo Serra de Tramuntana
Tour of California
8. místo celkově
Tour de Yorkshire
8. místo celkově
2018
Critérium du Dauphiné
vítěz 3. etapy (TTT)
Tour of California
5. místo celkově
Vuelta a Burgos
5. místo celkově
2019
Tour of the Alps
2. místo celkově
vítěz etap 1 a 4
Tour de Pologne
5. místo celkově
8. místo Tre Valli Varesine
Vuelta a España
 cena bojovnosti po 20. etapě
2020
Giro d'Italia
 celkový vítěz
 vítěz soutěže mladých jezdců
vítěz etap 15 a 20
Volta a la Comunitat Valenciana
3. místo celkově
2021
9. místo Memorial Marco Pantani
Critérium du Dauphiné
10. místo celkově
Tour des Alpes-Maritimes et du Var
10. místo celkově
2022
Kolem Norska
5. místo celkově
Critérium du Dauphiné
8. místo celkově
2023
Tour of the Alps
 celkový vítěz
 vítěz bodovací soutěže
vítěz etap 1 a 2
Volta a la Comunitat Valenciana
3. místo celkově
vítěz 4. etapy
Tirreno–Adriatico
3. místo celkově
Vuelta a Andalucía
6. místo celkově
Giro d'Italia
lídr  po 1. etapě
2024
9. místo Tour de Romandie

### Výsledky na etapových závodech
| Výsledky na Grand Tours        |      |      |      |      |      |      |      |      |
| Grand Tour                     | 2017 | 2018 | 2019 | 2020 | 2021 | 2022 | 2023 | 2024 |
| Giro d'Italia                  | —    | —    | DNF  | 1    | —    | —    | DNF  | —    |
| Tour de France                 | —    | —    | —    | —    | 60   | —    | —    |      |
| Vuelta a España                | —    | 62   | 20   | —    | —    | 19   | —    |      |
| Výsledky na etapových závodech |      |      |      |      |      |      |      |      |
| Závod                          | 2017 | 2018 | 2019 | 2020 | 2021 | 2022 | 2023 | 2024 |
| Paříž–Nice                     | —    | —    | 32   | —    | DNF  | —    | —    | —    |
| Tirreno–Adriatico              | —    | —    | —    | 30   | —    | DNF  | 3    | 29   |
| Volta a Catalunya              | —    | 53   | —    | NS   | —    | —    | —    | —    |
| Kolem Baskicka                 | 90   | 68   | —    | NS   | DNF  | 29   | —    | 43   |
| Tour de Romandie               | —    | —    | —    | NS   | —    | —    | —    | 9    |
| Critérium du Dauphiné          | —    | 13   | —    | —    | 10   | 8    | —    | DNF  |
| Tour de Suisse                 | 14   | —    | —    | NS   | —    | —    | —    | —    |

| —   | Nezúčastnil se |
| DNF | Nedokončil     |
| NS  | Nejelo se      |
| JS  | Jede se        |